# Кужентник (гміна)
Гміна Кужентник (пол. Gmina Kurzętnik) — сільська гміна у північній Польщі. Належить до Новомейського повіту Вармінсько-Мазурського воєводства.
Станом на 31 грудня 2011 у гміні проживало 9092 особи.

## Територія
Згідно з даними за 2007 рік площа гміни становила 149.86 км², у тому числі:
- орні землі: 71.00%
- ліси: 17.00%

Таким чином, площа гміни становить 21.56% площі повіту.

## Населення
Станом на 31 грудня 2011:
| Опис     | Загалом | Загалом | Чоловіки | Чоловіки | Жінки | Жінки |
| -------- | ------- | ------- | -------- | -------- | ----- | ----- |
| одиниця  | осіб    | %       | осіб     | %        | осіб  | %     |
| все      | 9092    | 100     | 4529     | 49.81    | 4563  | 50.19 |
| міське   | 0       | 100     | 0        |          | 0     |       |
| сільське | 9092    | 100     | 4529     | 49.81    | 4563  | 50.19 |

## Сусідні гміни
Гміна Кужентник межує з такими гмінами: Бжозе, Біскупець, Ґродзічно, Збічно, Нове-Място-Любавське, Нове-Място-Любавське.